# La Collectionneuse
La Collectionneuse és una pel·lícula francesa dirigida per Éric Rohmer, estrenada el 1967, inclosa en el cicle de "Sis contes morals" (Six contes moraux). Va ser guardonada amb el Gran Premi del Jurat en el Festival Internacional de Cinema de Berlín (1967).

## Argument
La pel·lícula s'inicia amb tres pròlegs que ens presenten els personatges. En el primer, una jove (Haydée) que es passeja en biquini per una platja deserta, en el segon un artista (Daniel) conversa amb un crític d'art. Una escena en un parc ens descobreix Adrien,un galerista d'art, parlant amb dues noies joves, l'Annick i la Mijanou. Aquesta última se'n va a Londres i l'Adrien es queda per anar a casa d'un seu amic a Saint-Tropez. Quan hi arriba es troba en Daniel i la Haydée. La serenitat que buscava l'Adrien a les vacances es veuran alterades per la convivència amb Haydée.

## Repartiment
- Patrick Bauchau - Adrien, el narrador
- Haydée Politoff - Haydée
- Daniel Pommereulle - Daniel
- Alain Jouffroy - Escriptor i crític d'art
- Eugene Archer - Sam
- Mijanou Bardot - MijanouE c
- Annick Morice - Annick
- Brian Belshaw - Amant de Haydée

## Al voltant de la pel·lícula
La Collectionneuse va ser el primer llargmetratge on Rohmer treballà amb un debutant Néstor Almendros com a encarregat de la fotografia, després d'haver-ho fet ja en tres curts anteriors. Van haver de fer una planificació acurada per ajustar-se a un pressupost molt limitat. Es va rodar simplificant en les preses de plans dels personatges, per estalviar consum de pel·lícula i evitar la doble presa que s'alterna en el muntatge final. Es va decidir també la realització en 35 mm. amb més sensibilitat i més possibilitats en el camp d'il·luminació.

### Sis contes morals
L'origen dels Contes morals el trobem en una sèrie de relats que Éric Rohmer va escriure a finals dels anys quaranta i que donaran lloc a un cicle compost per dos curts i quatre llargmetratges entre els anys 1962 i 1972. Després del fracàs comercial que va suposar Le Signe du Lion, el realitzador es va plantejar aquest format de sèrie agrupada per poder seguir rodant amb llibertat i buscant una continuïtat en la producció. L'esquema bàsic argumental és sempre el mateix, narrador compromès amb una dona, troba o se sent atret per una altra i torna finalment amb la primera. En el projecte de Contes morals el tercer film-i primer llargmetratge- havia de ser Ma Nuit chez Maud i el quart La Collectionneuse, però un entrebanc en l'avançament sobre recaptacions no concedit i el fet que Jean-Louis Trintignant, qui desenvoluparia el paper de l'enginyer protagonista, no estava disponible en les dates previstes el va endarrerir i va fer que es rodés prèviament La Collectionneuse. Tot i això, en la presentació del cicle, Ma nuit chez Maud és considerat com el tercer film dels Contes morals.